# Kalanchoe chevalieri
Kalanchoe chevalieri är en fetbladsväxtart som beskrevs av François Gagnepain. Kalanchoe chevalieri ingår i släktet Kalanchoe och familjen fetbladsväxter. Inga underarter finns listade i Catalogue of Life.